# Bezgovica, Šmarje pri Jelšah
Bezgovica este o localitate din comuna Šmarje pri Jelšah, Slovenia, cu o populație de 21 de locuitori.